# Шайнуров, Фарит Валинурович
Фарит Валинурович Шайнуров (1 мая 1934, Староиликово — 12 сентября 1987, Уфа) — советский мотогонщик и спидвей-гонщик, серебряный (1966) и бронзовый (1967) призёр командного чемпионата мира, заслуженный мастер спорта СССР (1968).

## Биография

### Ранние годы
Воспитанник Башкирского автомотоклуба (первый тренер — С. Г. Устьянцев). Мотоспортом занимался с 1951 года. В 1953 году участвовал в большом автосоревновании на соблюдение правила уличного движения: участвовали 68 машин из 22 команд Уфы и Черниковска. В категории легковых автомобилей победу одержала первая команда гаража обкома КПСС, в категории грузовых автомобилей победила команда Черниковска в составе водителей Фарита Шайнурова и И. Мещерякова, причём Шайнуров показал абсолютный лучший личный результат. В декабре 1953 года Шайнуров выступал в уфимском мотокроссе в районе Кооперативной поляны (10 x 7,5 км), заняв 3-е место с результатом 2:12:08 и уступив Мухамету Белалову и Сергею Устьянцеву, своему будущему тренеру.
8 декабря 1957 года Шайнуров, будучи шофёром Строительного треста № 3, выиграл в составе сборной Башкирской АССР турнир по мотокроссу на первенство автономных республик РСФСР по случаю 40-летия Советской Армии. Дистанцию 50 км он прошёл за время 1:26:50, уступив 24 секунды одноклубнику Владимиру Курбатову. 2 марта 1958 года он выступил на Всесоюзных мотогонках на льду по случаю Выборов в Верховный Совет СССР, состоявшихся на уфимском стадионе «Локомотив» в классе 350 см³. На гонках он занял итоговое 8-е место. В конце марта на турнире 40-летия ВЛКСМ он выиграл ледовые гонки в классе 125 см³, летом 1958 года в этом классе выиграл серию республиканских мотокроссов, а в Москве на БСА Центрального стадиона имени В.И.Ленина дебютировал на соревнованиях по спидвею, заняв 15-е место.

### Карьера гонщика
В «Матче городов» на БСА Шайнуров стал шестым, при этом заняв 2-е место в первом чемпионате РСФСР в классе 350 см³ (уступив Борису Самородову). Ещё через неделю он занял 3-е место на «Приз сильнейших» — первой в истории СССР мотогонке по льду в классе 500 см³ (победил Борис Самородов, второе место занял Георгий Плешаков из Москвы). Весной 1959 года он был приглашён на сбор мотогонщиков в Одессу, где формировалась первая сборная СССР по спидвею под руководством Владиимира Карнеева. В связи с травмами гонщиков Самородова и Чернова он отправился на товарищеские гонки в Чехословакию, выступив в гонке в Брно и став первым уфимским трековым гонщиком на международных турнирах: он занял 13-е место с 4 очками, показав лучший среди советских гонщиков результат (15-е место занял Эгилс Янсон, 16-е — Виктор Кузнецов).
22 июня 1959 года Шайнуров выступил на первых официальных соревнованиях по спидвею в Уфе, заняв 5-е место на стадионе «Динамо». 26 сентября он выступил в полуфинале к финалу чемпионата СССР и из-за технических проблем чуть не пропустил финал. В финале он сошёлся в очной борьбе с победителями полуфиналов — уфимцем Игорем Плехановым и одесситом Леонидом Дробязко, чемпионом СССР по ипподромным гонкам. Все трое, одержав по две победы, встретились в общем заезде: Шайнуров выиграл старт, позволив Плеханову обойти себя на третьем круге, но оторвался от одессита. В суперфинале, когда в счёт не шли предыдущие очки, Шайнуров снова выиграл старт, отодвинув Плеханова на второе место, а Дробязко на третье место. Пока Дробязко пытался атаковать Плеханова, Шайнуров увеличил отрыв и не позволил себя догнать, завоевав первый в истории титул чемпиона СССР по спидвею.
Зимой 1959/1960 годов Шайнуров стал первым чемпионом СССР по мотогонкам на льду в классе 500 см³, и занял 3-е место на многоэтапном Кубке «Дружба народов» (предшественнике чемпионата мира по мотогонкам на льду), пропустив шведов Бьерна Кнутссона и Билли Андерссона. Шайнуров стал первым участником этого Кубка. В том же 1960 году Шайнуров стал бронзовым призёром чемпионата СССР по спидвею, набрав одинаковое количество очков с Плехановым и Самородовым, но уступил им по количеству первых мест в заездах: суперфинал со сгоранием предыдущих очков не проводился. В 1965 году на втором чемпионате Европы по мотогонкам на льду он получил травму, из-за чего стал реже вызываться в сборную СССР для турниров на гаревых треках.
В сентябре 1965 года он неожиданно был вызван на чехословацкий международный турнир «Золотой шлем Чехословакии» в Пардубице, разыгрывавшийся в 17-й раз: призом был трековый мотоцикл «Эсо». Поскольку все советские гонщики первого состава были травмированы, на турнир отправили гонщиков второго состава, в том числе и Шайнурова. В турнире участвовали многократные чемпионы мира швед Уве Фундин и новозеландец Барри Бриггс. Шайнуров вышел в финал, набрав  максимум очков в семи полуфинальных заездах: четыре раза он выиграл, три раза приходил вторым. В финале соревновались, помимо Шайнурова и Бриггса, ещё четыре чехословацких гонщика: Антонин Каспер, Станислав Кубичек, Ярослав Вольф и Лубош Томичек. Бриггс выиграл старт, однако в самый неожиданный момент упал и выбыл из борьбы. В повторном старте чехословацкие гонщики начали между собой вести очную борьбу, однако Шайнуров сумел в ходе шестикругового заезда опередить их всех. Благодаря победе на «Золотой шлем Чехословакии» он вернулся в мотоспорт.
Позже в составе сборной СССР по спидвею Шайнуров становился серебряным (1966) и бронзовым (1967) призёром командного чемпионата мира по спидвею. В 1966 году Шайнуров снова выиграл чемпионаты РСФСР и СССР по спидвею в личном первенстве: в финале чемпионата РСФСР в Уфе он опередил Вячеслава Дубинина из Новосибирска и уфимца Льва Краева. Помимо этого, он также стал известен как пятикратный чемпион СССР по военно-техническим видам спорта и победитель Всероссийской спартакиады по военно-техническим видам спорта 1965 года. Он становился чемпионом СССР по мотогонкам на льду в 1963 году, победив и в классе 350 см³, и в классе 500 см³.

### Стиль выступлений
Отличаясь малым ростом, Шайнуров демонстрировал смелый стиль езды. Характеризовался коронным выходом вперёд из стартового поворота, приверженцем езды с большим наклоном. Следуя примеру москвича Анатолия Егорова, который зимой 1959 года на БСА первым из советских гонщиков прошёл поворот с опорой на колено, как это делали шведы и финны, Шайнуров первым прошёл поворот с опорой на локоть.
Всего он девять раз становился чемпионом СССР и РСФСР по мотогонкам в разных категориях. Иногда за год он проводил более 100 заездов и на гаревых трассах, и на льду.

### Тренер
Окончил Ленинградский институт физической культуры имени П. Ф. Лесгафта в 1975 году. С 1984 года и до последних дней жизни — тренер Башкирского областного комитета ДОСААФ по мотоспорту и сборной СССР по спидвею.

## Награды
Чемпионат СССР по спидвею в личном первенстве
- Чемпион: 1959, 1966 (класс 500 см³)[6]
- Серебряный призёр: 1960 (класс 500 см³)[6]
- Бронзовый призёр: 1961, 1967 (класс 500 см³)[6]

Чемпионат РСФСР по спидвею в личном первенстве
- Чемпион: 1966[5]
- Серебряный призёр: 1965[5]
- Бронзовый призёр: 1961, 1962[5]

Чемпионат СССР по военно-техническим видам спорта
- Чемпион: 1962, 1964, 1967, 1968, 1969

Чемпионат СССР по мотогонкам на льду
- Чемпион: 1960 (500 см³)[2], 1963 (350 и 500 см³)[6]
- Бронзовый призёр: 1961, 1962, 1966 (класс 500 см³)[6]

Чемпионат РСФСР по мотогонкам на льду
- Серебряный призёр: 1959, 1961

Командный чемпионат мира по спидвею
- Серебряный призёр: 1966[англ.] (Борис Самородов, Игорь Плеханов, Виктор Трофимов, Фарит Шайнуров)[9]
- Бронзовый призёр: 1967[англ.] (Игорь Плеханов, Виктор Трофимов, Борис Самородов, Габдрахман Кадыров, Фарит Шайнуров)[10]

Прочие турниры
- Обладатель Золотого шлема Чехословакии: 1965[2]